# La estrella de Justina
La estrella de Justina es una obra de teatro en tres actos y en verso de Luis Fernández Ardavín, estrenada en 1925.

## Argumento
Ambientada en el Madrid de la década de 1870, narra el conflicto vivido por la joven Justina, obligada contra su voluntad a casarse con su tío Faustino, cuando a quien realmente ama es al galán Inocencio. El maduro Faustino termina cediendo y bendiciendo el matrimonio de los jóvenes.

## Estreno
- Teatro Eslava, Madrid, 6 de febrero de 1925.
  - Dirección: Gregorio Martínez Sierra.
  - Intérpretes: Catalina Bárcena, Manuel Collado, Milagros Leal, Carlos M. Baena, Rafaela Satorrés, Ana María Quijada, María Corona.